# Мухаммад хан ибн Юсуф
Султан-Мухаммед (? — 1500) — султан Ак-Коюнлу в Кермане и Фарсе в 1497—1500 годах. Полное имя — Абул-Мукаррам Мухаммед Баяндур бен Юсуф.

## Биография
Происходил из рода Ак-Коюнлу. Сын Юсуф-бея и внук Узун-Хасана (1423—1478), 1-го султана государства Ак-Коюнлу (1453—1478). О дате рождения и молодые годы мало сведений. В 1497 году вместе с родственниками и частью знати выступил против султана Ахмеда Говде, который в битве при Исфагане потерпел поражение. После этого разделил государство Ак-Коюнлу с братом Алванд-мирзой, получив провинции Фарс, Систан, Йезд и Керман.
В 1498 году Султан Мухаммад начал войну со своим братом Алванд-мирзой, однако потерпел поражение и вынужден бежать в Исфаган. В 1499 году Султан Мухаммад расположился в Кермане. Впрочем, вскоре вступил в борьбу с другим родственником Мурадом ибн Якубом, а 1500 году потерпел поражение и погиб.